# HMS Ivanhoe (D16)
HMS Ivanhoe var en jagare av I-klass som byggdes för Royal Navy i mitten av 1930-talet.

## Beskrivning
Fartygen i I-klassen var förbättrade versioner av den tidigare H-klassen. Deras deplacament var 1 390 ton vid standardlast och 1 918 ton vid fullast. Fartygen hade en total längd på 98,5 meter, en bredd på 10,1 meter och ett djupgående på 3,8 meter. De drevs av två Parsons-ångturbiner, som var och en drev en propelleraxel, med ånga från tre Admirality-pannor. Turbinerna utvecklade totalt 34 000 hästkrafter (25 000 kW) och var avsedda att ge en maximal hastighet på 35,5 knop (65,7 km/h). Ivanhoe nådde bara en hastighet på 34 knop (63 km/h) med 34 306 shp (25 582 kW) under provseglingarna. Fartygen hade tillräckligt med bränsle ombord för att ge dem en räckvidd på 5 500 nautiska mil (10 200 km) vid 15 knop (28 km/h). Besättningen bestod av 145 officerare och sjömän.
Fartygen hade fyra 12 cm Mark IX-kanoner i enkelmontage, betecknade "A", "B", "X" och "Y" från för till akter. För luftvärn hade de två fyrdubbla fästen för 12,7 mm Vickers Mark III-kulsprutor. I-klassen var utrustad med två femdubbelt monterade torpedtuber ovan vattenytan för 53,3 cm torpeder. En sjunkbombsräls och två sjunkbombskastare var monterade; 16 sjunkbomber fanns ursprungligen, men detta ökades till 35 strax efter krigets början. Ivanhoe var en av de fyra jagare av I-klass som utrustades med minläggningsutrustning på Malta under slutet av 1938 - januari 1939. Utrustningen bestod av fästen för skenor på däck som minorna kunde transporteras på och en elektrisk vinsch för att flytta minorna längs skenorna. "A"- och "Y"-kanonerna och båda torpedtuberna modifierades så att de kunde tas bort för att kompensera för minornas vikt. Fartygen kunde bära högst 72 minor. I-klassens jagare var utrustade med ASDIC-sonarsystemet för att lokalisera ubåtar under vattnet.

## Konstruktion och tjänstgöring
Fartyget beställdes från Yarrow Shipbuilders i Glasgow den 30 oktober 1935 enligt 1935 års flottprogram. Fartyget kölsträcktes den 12 februari 1936 och sjösattes den 11 februari 1937 som det andra örlogsfartyget från Royal Navy med samma namn. Ivanhoe färdigställdes den 24 augusti 1937 och kostade £259 371 exklusive utrustning som levererats från Amiralitetet såsom kanoner och kommunikationsutrustning. Hon tilldelades den 3:e jagarflottiljen i Medelhavsflottan efter driftsättningen och deltog i övningar med den franska marinen under december till och med januari 1938. Fartyget tvingades lämna övningarna i förtid eftersom hon hade problem med rören i sina överhettare. Dessa byttes ut på Malta mellan den 15 januari och 19 mars. Därefter förflyttades Ivanhoe till Gibraltar där hon patrullerade spanska vatten för att upprätthålla icke-interventionskommitténs politik fram till krigsslutet. Hon var i Cartagena i februari-mars 1939 för att skydda brittiska medborgare och intressen när utlänningar, republikanska trupper och deras anhängare evakuerade staden.
Ivanhoe var på väg till Malta från Alexandria när andra världskriget började i september 1939, men hon var i Plymouth den 14 september eftersom hela 3:e jagarflottiljen hade överförts till Western Approaches Command för eskortuppdrag. Tillsammans med sina systrar Inglefield, Intrepid och Icarus sänkte fartyget den tyska ubåten U-45 den 14 oktober. Hon renoverades vid Sheerness Dockyard och omvandlades till ett minfartyg från 14 november till 13 december. Ivanhoe överfördes till den specialiserade enheten 20:e jagarflottiljen den 12 december och lade ut sitt första minfält, tillsammans med  flottiljens andra  fartyg, vid mynningen av Ems natten mellan den 17 och 18 december. Ivanhoe och Intrepid lade ut ytterligare ett minfält natten mellan den 2 och 3 januari 1940 och de lade sedan ut en serie antiubåtsminfält senare under månaden. Fartyget bytte ut sina kanoner och torpedtuber i Portland mellan den 27 januari och 3 februari och återupptog därefter sina tidigare uppgifter.
I början av april eskorterades Ivanhoe och tre andra minläggare av 2:a jagarflottiljen när de lade ut minor som en del av Operation Wilfred, en operation för att lägga ut minor i Vestfjorden för att förhindra transporten av svensk järnmalm från Narvik till Tyskland. Minorna lades ut tidigt på morgonen den 8 april, innan tyskarna inledde sin invasion, och jagarna anslöt sig till slagkryssaren HMS Renown och hennes eskorter efter att de framgångsrikt lagt ut 60 minor vardera. Fartyget var närvarande under, men spelade ingen betydande roll i, Renowns korta strid utanför Lofoten med de tyska slagskeppen Scharnhorst och Gneisenau den 9 april. Senare under månaden transporterade fartyget trupper från den 15:e infanteribrigaden till Åndalsnes. Ivanhoe lastade sedan minor och lade ut ett minfält i inloppet till Trondheim, tillsammans med Icarus och Impulsive, natten mellan den 29 och 30 april.
Efter en rengöring av pannan den 7-15 maj lade Ivanhoe, Esk och Express ut 164 minor utanför Hoek van Holland natten mellan den 15 och 16 maj. Tre tyska minsvepare sänktes senare av detta minfält den 26 juli. Tre nätter senare lade samma tre fartyg, förstärkta av Intrepid, Impulsive och hjälpminläggaren Princess Victoria, ut ett minfält utanför den holländska kusten. Princess Victoria träffade en tysk mina på hemresan och sjönk; jagarna räddade de överlevande. De lade ut ytterligare fem minfält utanför den nederländska kusten före slutet av månaden. Den 29 maj överfördes fartyget till evakueringsinsatsen i Dunkerque och transporterade 930 soldater till Dover den dagen. Hon tog också ombord besättningen på den svårt skadade jagaren Grafton och sänkte henne sedan. Ivanhoe drogs tillbaka från evakueringen den 30 maj eftersom hon var för värdefull för att riskera, men beslutet upphävdes följande dag och Ivanhoe evakuerade 1 290 man till Dover. På morgonen den 1 juni, när fartyget redan hade lastat trupper, attackerades det av tyska flygplan utanför hamnen i Dunkerque. Två bomber missade till babord och styrbord, men den tredje detonerade ovanför övre däck och översvämmade de två främre pannrummen. Bomben dödade 26 personer, inklusive fem soldater, och skadade många andra. De flesta av soldaterna och de skadade fördes iväg av minsveparen Speedwell och jagaren Havant. Pannrum nr 3 fungerade fortfarande och fartyget nådde Dover för egen maskin.
Reparationerna i Sheerness varade till den 28 augusti och hon konverterades tillbaka till  minläggare i Immingham från den 28-31 augusti när hon återfördes  till den 20:e jagarflottiljen. Den natten seglade hon med Intrepid, Icarus, Esk och Express för att lägga ut ett minfält utanför den nederländska kusten, norr om Texel. Express träffade en mina i ett nylagt tyskt fält samma natt och fick fören bortsprängd. Ivanhoe närmade sig för att hjälpa henne och träffade en annan mina kort därefter. Explosionen slog ut hennes elektricitet i flera timmar, men fartyget kunde få upp ångan kl. 01.45 den 1 september. Hon backade för att minska påfrestningen på sin skadade bog och uppnådde en hastighet på 7 knop. Omkring kl. 04:00 förlorade hon all fart då  antingen propellrarna föll av eller  propelleraxlarna gick sönder. Omkring 08:00 anlände fyra motortorpedbåtar; tre av dessa tog ombord alla utom 37 man av  besättningen medan den fjärde stannade kvar vid jagaren för att hämta de återstående. Ivanhoe fortsatte att ta in vatten och började få slagsida. Tidigt på eftermiddagen förlorade hon all kraft till sina pumpar och kaptenen beordrade att fartyget skulle överges efter att ha öppnat ventilerna för att påskynda sjunkförloppet. Kort därefter upptäcktes och skadades Ivanhoe av ett tyskt flygplan, men sjönk fortfarande inte. Hon sänktes av en torped som avfyrades av jagaren Kelvin senare på eftermiddagen. Fartyget sjönk snabbt efteråt på positionen 53°26′42″N 03°45′24″E.